# Total Energies
Total Energies SE, av företaget skrivet TotalEnergies SE, är ett franskt petroleum- och kemibolag. Det är världens fjärde största icke-statliga petroleumbolag efter omsättning. Av privata oljebolag är det bara Shell, BP och Exxon Mobil som har högre omsättning.

## Historik
Total har sitt ursprung från när den dåvarande franska premiärministern Raymond Poincarés avfärdade en förfrågan från brittisk-nederländska Royal Dutch Shell om ett samarbete. Poincaré tyckte att Frankrike var kapabla själva att ha ett eget petroleumbolag och beordrade översten Ernest Mercier år 1924 om att grunda Compagnie française des pétroles (CFP). 90 franska bolag och banker medverkade i dess bildande. År 1954 introducerade CFP varumärket Total för nedströmsindustri och 1985 ändrades bolagsnamnet till Total CFP, 1991 namnändrat till Total. År 1999 köpte Total det belgiska petroleumbolaget Petrofina för 12,9 miljarder amerikanska dollar och ändrade namnet till Total Fina. Ett år senare köpte Total Fina den franska konkurrenten Elf Aquitaine för 52,6 miljarder euro och bytte namn till Total Fina Elf. År 2003 förenklades bolagsnamnet till Total S.A. I maj 2021 meddelade Total att man skulle byta namn till Total Energies för att markera övergången till förnybar energi.
I december 2022 skickade de icke-statliga organisationerna Friends of the Earth, Survie och fyra ugandiska frivilligorganisationer oljekoncernen Total till domstol och anklagade den för att ha brutit mot lagen om stora franska företags vaksamhet när det gäller mänskliga rättigheter och miljö.